# Quinton Jefferson
Quinton Jefferson (Pittsburgh, 31 marzo 1993) è un giocatore di football americano statunitense che milita nel ruolo di defensive tackle per i New York Jets della National Football League (NFL).

## Carriera

### Seattle Seahawks
Jefferson al college giocò con i Maryland Terrapins dal 2012 al 2015. Fu scelto nel corso del quinto giro (147º assoluto) del Draft NFL 2016 dai Seattle Seahawks. Debuttò come professionista subentrando nella gara del primo turno contro i Miami Dolphins in cui mise a segno un tackle. Il 25 ottobre 2016 fu inserito in lista infortunati per un problema al ginocchio, chiudendo la sua stagione da rookie con tre presenze.

### Los Angeles Rams
Il 2 settembre 2017 fu svincolato e il giorno seguente firmò con i Los Angeles Rams.

### Ritorno ai Seahawks
Un mese dopo firmò per fare ritorno a Seattle. Il 10 dicembre 2017 fu espulso nel finale della partita contro i Jacksonville Jaguars dopo avere provato a salire in tribuna per farsi giustizia di un tifoso che gli aveva tirato una bottiglietta. La sua seconda stagione si chiuse con 7 tackle e il primo sack in carriera nella gara della settimana 5 su Kirk Cousins dei Washington Redskins.
Nel primo turno della stagione 2019 Jefferson disputò una delle migliori prove in carriera mettendo a segno due sack e due passaggi deviati nella vittoria interna sui Cincinnati Bengals. Altri due sack li mise a segno nel primo turno di playoff su Josh McCown nella vittoria in casa dei Philadelphia Eagles.

### Buffalo Bills
Il 17 marzo 2020, Jefferson firmò con i Buffalo Bills un contratto biennale.

### Las Vegas Raiders
Nel marzo del 2021 Jefferson firmò con i Las Vegas Raiders.

### Terza volta ai Seahawks
Jefferson rifirmó con i Seahawks il 21 marzo 2022. In quella stagione mise a segno un nuovo primato personale di 5,5 sack, tuttavia fu svincolato il 14 marzo 2023, liberando 4,5 milioni di spazio salariale.

### New York Jets
Il 6 aprile 2023 Jefferson firmó con i New York Jets. Nell'unica stagione con la squadra disputò 14 partite come titolare, con 34 placcaggi e un nuovo primato personale di 6 sack.

### Cleveland Browns
Il 19 marzo 2024 Jefferson firmò un contratto di un anno con i Cleveland Browns.